# ماري س. ويلر
ماري س. ويلر (بالإنجليزية: Mary C. Wheeler)‏ هي رسامة أمريكية، ولدت في 15 مايو 1846 في كونكورد في الولايات المتحدة، وتوفيت في 10 مارس 1920 في بروفيدنس في الولايات المتحدة.